# Saint-Jean-de-Muzols
Saint-Jean-de-Muzols è un comune francese di 2 512 abitanti situato nel dipartimento dell'Ardèche della regione dell'Alvernia-Rodano-Alpi.

## Società

### Evoluzione demografica
Abitanti censiti